# トライアンフ・ボンネビルT120
トライアンフ・ボンネビルT120（Triumph Bonneville T120）はトライアンフ・エンジニアリングが1959年から1975年にかけて製造したオートバイ。これは、その後トライアンフ・モーターサイクルへと引き継がれたボンネビル・シリーズの最初のモデルだった。T120は、1970年代初頭に、より大きな750ccのT140に置き換えられた。

## 開発

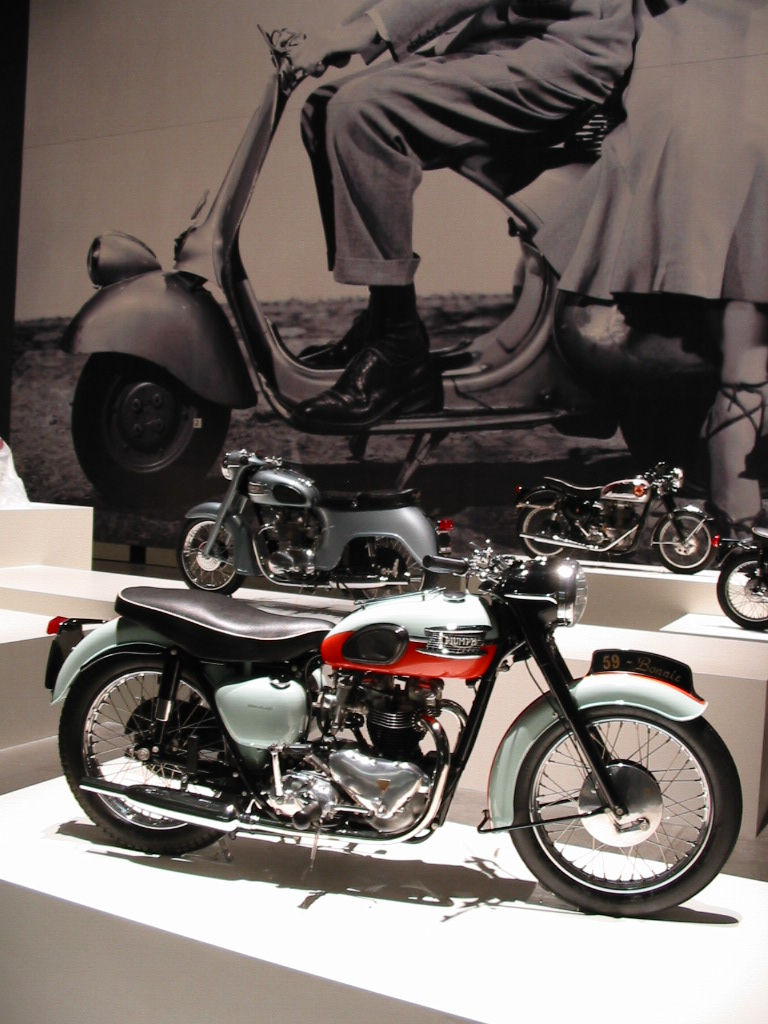
ラス・ヴェガスでのThe Art of the Motorcycle展示会での1959年式トライアンフ・T120ボンネビル

ボンネビルT120はエドワード・ターナーのトライアンフでの最後の量産設計車だった（引退後、ターナーはトライアンフ・バンディット/BSA・フューリーを設計したが、BSAが倒産する前に試作段階を通過できなかった）。新しいバイクはあまりにも早く考案され開発されたため、1959年のトライアンフのカタログには掲載されなかった。649 cc (39.6 in3)のパラレルツイン（並列2気筒）エンジンを搭載したT120は、トライアンフ・タイガーT110をベースにしており、タイガーでオプションとされた1 3/16インチのアマル・モノブロック・キャブレターを標準装備し、同モデルの高性能吸気カムシャフトも備えていた。1959年にトライアンフによって「世界最高のオートバイ」として発売されたボンネビルT120は、愛好家がさらなるパフォーマンスを求める利益率の高い米国市場を主なターゲットとしていた。
当初はギアボックス別体型エンジンを搭載して生産され、無改造で115 mph (185 km/h)に達することができたが、そのパワーはシングルダウンチューブフレームに高速の揺れを引き起こす傾向があったため、1963年にステアリングヘッドとスイングアームに追加の補強を施した、より剛性が高くコンパクトなギアボックス一体型モデルが導入された。数年後にはステアリング角度が変更され、改良されたフォークが取り付けられ、剛性の向上と相まって全体的なパフォーマンスがボンネビルのライバルに匹敵するようになった。
1967年、トライアンフは米国で推定28,000台のT120を販売し、過去最高の成功を収めました。1968年、T120はより信頼性の高い新型点火システムを搭載した。1971年からは、T120モデルは独立したオイルタンクではなく、エンジンオイルを内蔵する新型フレームを採用した（これはオイルインフレーム/「OIF」バージョンとして知られるようになった）。5速ギアボックスは1972年にようやく本格的に搭載されたが、より排気量の大きいオートバイとの競争により、T120は750ccのボンネビルT140に置き換えられた。
650ccエンジンの製造は、1975年まで続くトライアンフのメリデン本社での労働者の座り込みが始まる1973年まで継続された。1974年には労働者によって組み立てられた1000台以下の650ccが出荷され、1975年にも38台が出荷された。座り込みの後、T120の生産は再開されず、紛争後に設立されたメリデンモーターサイクル協同組合は代わりに750ccツインに集中した。

## T120輸出モデル
- T120R

米国市場向けの輸出モデルで年度ごとにさまざまな差異を有している
- T120V

1972年からの5速モデル
- T120C

アップマフラーを装備した競技用モデル
- T120TT

米国東海岸向けの1964年式T120C。1968年にイーヴル・クニーヴルがボンネビルT120TTでシーザーズ・パレス・カジノの噴水を飛び越えたが、着地に失敗して多数の骨折を含む重傷を負った。

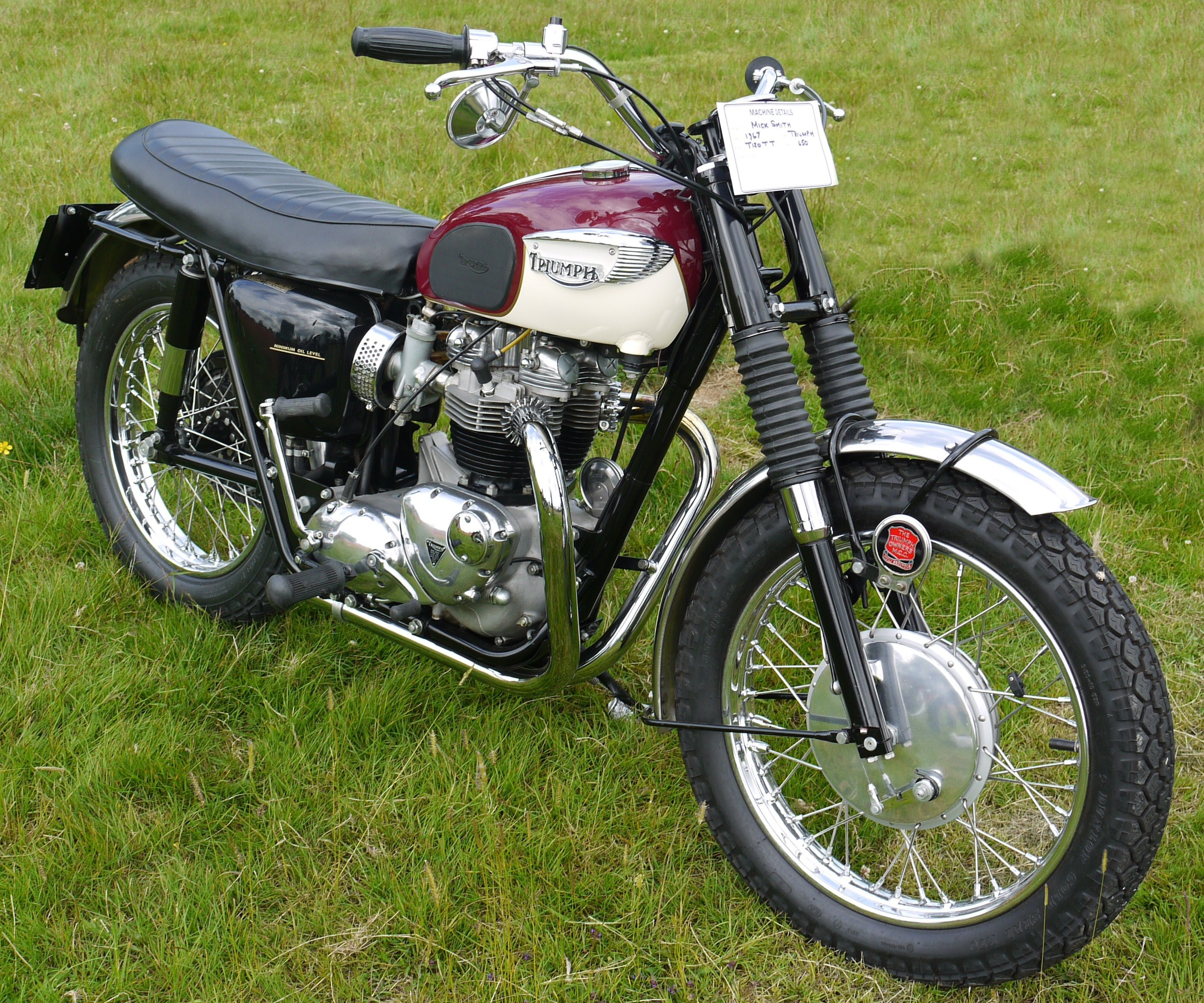
1967 Triumph T120TT

- T120RT

特別な750ccモデル。アメリカ国内でトライアンフ社がRoutt社製750ccシリンダーキットを取り付け、アメリカン・モーターサイクル・アソシエーション（AMA）の市販車レースイベントでの使用を許可した。キットは、まだ木箱入りのままの新車のT120Rモデルに取り付けられた。出場資格を得るには、レースで使用されるのと同じ状態で製造・販売されなければならなかった。トライアンフ社は出場資格を得るために少なくとも200台を製造・販売する必要があり、正確な販売台数は記録されていないものの、要件を満たしていた。改造が行われた際に、標準のT120Rに続いてアメリカでエンジンケースに「T」が別途刻印されたが、フレームには刻印されていなかった。
- T120RV

5速トランスミッションは、1972年のT120Vから搭載可能となり、そのように宣伝されていたと一般的に考えられているが、1971年6月のみ、5速トランスミッションの試作車が少量生産され、'71モデルとして販売された。これらの車は外観上、'71年モデルの4速T120Rと同一で、1972年モデルの5速トランスミッションのようにサイドパネルに「V」の文字が刻印されていなかった。これらの車両は工場（ディーラーではない）で改造されたT120Rモデルであるため、エンジン／フレーム／タイトルはT120RVと表記され、「V」はトランスミッション搭載時に別途刻印されている。
これらの初期のトライアンフ工場製5速ギアボックスは、1970年にAMAの出場資格を得るためにトライアンフのディーラーが在庫販売していたクアイフ製5速ギアボックスとは別物である（部品はトライアンフから入手可能でなければならなかった）。1971年モデルのT120RVの初代および最終モデルは4速モデルと同じギア比で、後の5速ギアボックスとは異なり、ギア比が接近している特徴があった。これらの5速ギアボックスは少数生産され、厳選されたトライアンフ・ディーラーに個別に配布され、口コミで販売されたため、宣伝されておらず、オプション設定もされず、注文もできまなかった。

## レースでの成功
トライアンフ・ボンネビルが初めて参戦したレースは、1959年のスラクストン500だった。アレック・ベネットを含むトライアンフのディーラーとキングス・モーターズ（オーナーのスタン・ヘイルウッド、マイク・ヘイルウッドの父が経営）が工場から供給したバイクで参戦したこの初レースで、トニー・ゴッドフリー/ジョン・ホルダー組はBMWに次ぐ2位、アーサー・バートン/チャールズ・アースキン組は4位でフィニッシュし、トライアンフのモーターサイクルレースの成功時代の幕開けとなった。
1962年、トニー・ゴッドフリーとジョン・ホルダーはT120ボンネビルに乗り、スラクストン500マイル耐久レースで優勝し、また、モーター・サイクル誌に掲載された「ボンネビルによるスラクストン・トライアンフ」と題する記事がきっかけとなり、トライアンフの技術者チームが厳選した部品と精密機械加工されたシリンダーヘッドとクランクケースを使用して手作業で組み立てたトライアンフT120R「スラクストン」が開発された。最高出力は向上し、各「スラクストン」エンジンはベンチテストで6,800rpmで約53 bhp (40 kW)を発揮し、安全回転数は7,200rpmだった。スラクストンT120Rは、プロダクションレースのホモロゲーション要件を満たすため、1964年から1965年にかけてわずか52台だけ製造され、現存する個体は僅かである。その後、さらに約100台のマシンが製造され、選ばれたディーラーとライダーに供給された。さらに、工場の承認を得て、ディーラーが工場供給の部品を使って製造した例もあった。
T120は、1967年と1969年のマン島TTレースのプロダクション501～750ccクラスで優勝した。プロダクションTTが再導入されたのは1967年で、ジョン・ハートルが優勝した。2年後の1969年、マルコム・アップヒルがボンネビルでマウンテンコースを平均100 mph (160 km/h)で周回して、トライアンフはTTの歴史に新たな金字塔を打ち立てた。アップヒルの記録は、量産バイクがスタンディングスタートで時速3桁マイルを超えた初めての記録だった。アップヒルの記録を受け、彼が使用していたダンロップK81タイヤはTT100sと改名された。
1969年、ボンネビルT120はスラクストン500で上位3位を独占した。パーシー・テイトとサブライダーのマルコム・アップヒルが他の2台のT120Rsに先んじてトップでゴールした。
2012年、マーク・ラヌーがパイクスピーク・インターナショナル・ヒルクライムでビンテージ・クラスの記録を樹立した。

### ボンネビルという名称

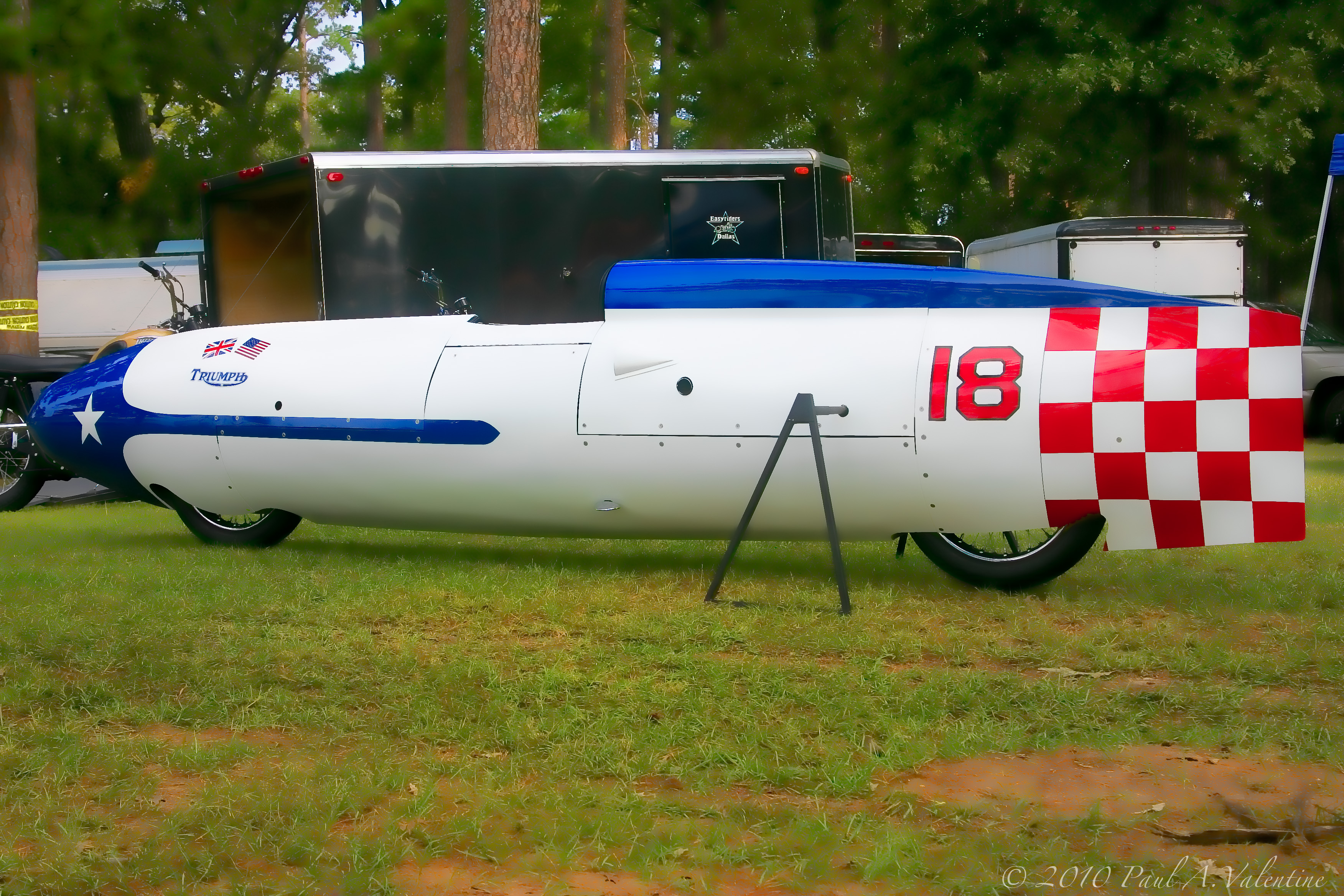
1955年にジョニー・アレンがボンネビル・ソルトフラッツで速度記録を樹立した際に乗った「デビルズ・アロー」トライアンフ・ストリームライナー

「ボンネビル」という名称は、1950年代にユタ州のボンネビル・ソルトフラッツにおけるテキサス州のレーサー、ジョニー・アレンがあげた業績にちなんでいる。アレンは1955年9月に、メタノールを燃料とした650ccの2気筒エンジンと独特な流線型フェリングを装備した自身の特製オートバイ「デヴィルズ・アロー」で往復の平均速度193.3 mph (311.1 km/h)を記録した。
アレンのスピードはアメリカン・モーターサイクル・アソシエーションによって記録として認定されたが、公式の立会人がいなかったために世界的権威であるFIMには認定されなかった。
翌年、ドイツのオートバイメーカーNSUが記録を破ったため、アレンと彼のチームは1956年9月にボンネビルに戻り、平均速度214.17 mph (344.67 km/h)で記録を奪還した。FIMはこの記録も世界記録として認めなかったが、その後の法廷闘争によってトライアンフは大いに宣伝効果を上げた。
アレンの記録に敬意を表してボンネビルT120と名付けられた後も、トライアンフエンジンを搭載したオートバイはソルトフラッツでさらに速い記録を樹立した。1962年、ビル・ジョンソンはアメリカのX-15ロケットプレーンをモチーフとした667ccの「ストリームライナー」を駆り、計測1マイルの往復平均速度230.269 mph (370.582 km/h)を樹立した。1966年には、デトロイトのトライアンフ・ディーラー、ボブ・レッパンが、2基の650ccトライアンフエンジンを搭載したジャイロノートX-1で、記録を245.66 mph (395.35 km/h)にまで引き上げた。その後数年間、トライアンフはボンネビル・ロードスターに「世界最速バイク」のステッカーを貼っていた。